# Chien Chien Lu

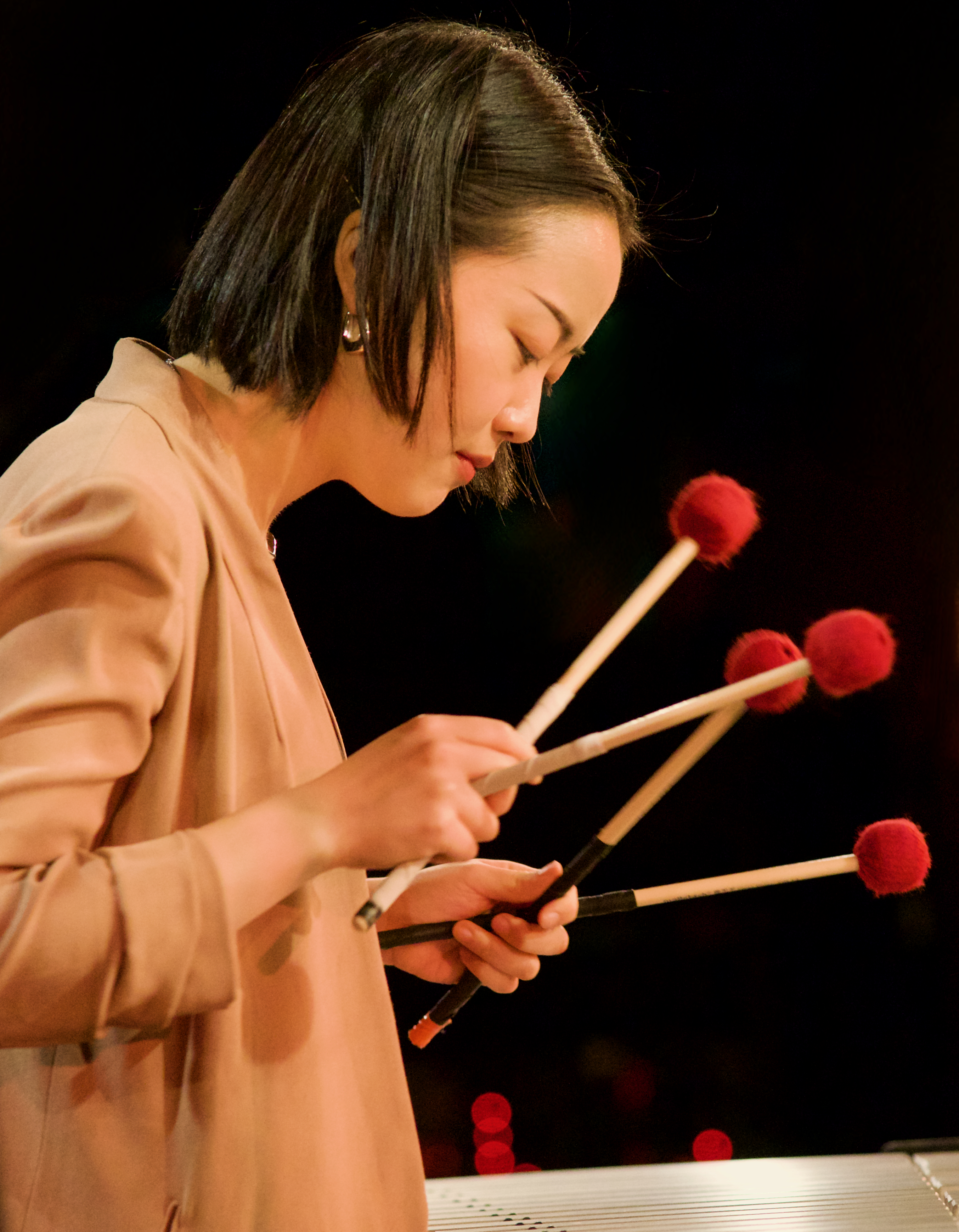
Chien Chien Lu 2022

Chien Chien Lu (* um 1995) ist eine taiwanische, in New York City lebende Jazzmusikerin (Vibraphon, Perkussion).

## Leben und Wirken
Chien Chien Lu wuchs in Taiwan auf und lernte zuerst Klavier, mit zehn Jahren als weiteres Instrument Schlagzeug. Sie erhielt dann eine klassische Ausbildung im Schlagwerk, die sie 2015 an der Taipei National University of the Arts mit einem Mastergrad absolvierte. Schließlich entschied sie sich für das Vibraphon als Hauptinstrument, nachdem sie Legenden wie Milt Jackson, Bobby Hutcherson und Gary Burton gehört hatte. Zum Jazzstudium an der University of the Arts in Philadelphia bei Tony Miceli zog sie in die  Vereinigten Staaten. Einer ihrer Lehrer brachte sie mit dem Besitzer des Jazzclubs Chris’ Jazz Cafe in Philadelphia in Kontakt; dies führte zu ersten Jazz-Gigs. 2017 erhielt sie einen Master als Jazzinterpretin und zog nach New York, wo wie mit Okkyung Lee im Stone auftrat. In New York City arbeitete sie im Folgenden mit ihrem Partner, dem Schlagzeuger Sebastian Chiriboga, zusammen und gründete die Band Little BUH; mit ihr veröffentlichte sie 2019 ihre Debüt-EP A Remembrance.
Weitere Aufnahmen entstanden 2018/19 mit Richie Goods (My Left Hand Man: A Tribute to Mulgrew Miller) und mit dem Jeremy Pelt Quintet (The Artist), mit dem sie auch international auf Tour ging. Im September 2020 legte sie ihr Debüt-Album The Path als Eigenproduktion vor, das sie mit Richie Goods am akustischen und elektrischen Bass, Allan Mednard am Schlagzeug und Ismell Wignall an Congas/Perkussion eingespielt hatte. Darauf interpretierte sie neben Eigenkompositionen Jazztitel wie „We Live in Brooklyn Baby“ von Roy Ayers, „Blue in Green“ und Bill Lees „Mo Better Blues“. Nach Ansicht von Dan Bilawski, der das Album in All About Jazz rezensierte, schmiede sie bei diesem faszinierenden Debüt ihre eigene Richtung. Mit Blick auf Tradition und Innovation, einem klaren Verständnis für verschiedene Musiksprachen und -ströme sorge Chien Chien Lu mit The Path für Aufsehen. Zu hören war sie auch auf Jeremy Pelts Griot: This Is Important! (2021). Mit Built in System legte Lu 2023 ein weiteres Album vor, entstanden mit Jeremy Pelt, Richie Goods und Allan Mednard.